# 金鎰喆
金 鎰喆（または金 一哲、キム・イルチョル、1933年 - 2023年）は、朝鮮民主主義人民共和国の政治家・軍人。人民武力部長、国防委員会委員を歴任。朝鮮人民軍における軍事称号は次帥。

## 人物
平壌出身。万景台革命学院卒業。
ソ連海軍大学の留学後、軍部から台頭し、1980年の朝鮮労働党第6回党大会で党中央委員および党中央軍事委員に選出。1982年より中将、上将、海軍司令官、大将、次帥へと順調に地位を上げ、1997年4月には人民武力部（国防省に相当）の第一副部長に就任。
1998年9月の最高人民会議では国防委員会副委員長及び人民武力相（2000年より人民武力部長）に選出された。2000年には韓国済州島で趙成台国防部長官と史上初の南北国防相会談を行った。2007年には金章洙国防部長官と会談した。その後、国防委員会副委員長職から退き、2009年2月11日には人民武力相を解任され、人民武力部第一副部長に格下げされていることが判明したが、朝鮮民主主義人民共和国指導部序列第13位に推定されるなど、北朝鮮軍部の実力者であった。
2010年5月13日の朝鮮中央通信の報道により、朝鮮民主主義人民共和国国防委員会告示で、金鎰喆が『高齢である』ことを理由に国防委員及び人民武力部第一副部長の職務から解任されたことが判明した 。
プエブロ号事件に関係のあった人物とされる。金正日の誕生日には海軍協奏団（音楽隊）を動員して、演奏会を開くほどの政治軍人。
2023年9月15日の朝鮮中央通信にて、金鎰喆を含めた複数人の遺骨が14日、新美里愛国烈士陵に安置されたことが報道されたが、金鎰喆の逝去日や死因などは明かされていない。

## 経歴
- 1958年 - 海軍大学卒業
- 1962年 - 1965年 - ソ連海軍大学留学
- 1980年 - 労働党中央軍事委委員
- 1985年 - 海軍司令官（上将）
- 1992年 - 人民軍大将
- 1997年 - 人民軍次帥、人民武力部第一副部長
- 1998年9月5日 - 国防委員、人民武力相（この時期は人民武力部ではなく人民武力省であるため）
- 2000年9月9日 - 2009年2月11日 - 人民武力部長
- 2009年2月11日 - 2010年5月13日 - 人民武力部第一副部長
- 2023年9月14日 - 新美里愛国烈士陵に遺骨を安置。死没日不明